# Parabemisia aceris
Parabemisia aceris là một loài côn trùng cánh nửa trong họ Aleyrodidae, phân họ Aleyrodinae.
Parabemisia aceris được Takahashi miêu tả khoa học đầu tiên năm 1931.